# 愛智義成
愛智 義成/源 義成（あいち よしなり/みなもと の よしなり）は、平安時代末期から鎌倉時代初期にかけての武将。源義円の長男。

## 略歴
外祖父の慶範は尾張国愛智郡（現在の愛知県愛知郡）の郡司であったとされる。この縁により、父義円が墨俣川の戦いで戦死した後は同地において養育され、長じた後は愛智蔵人を名乗り愛智氏の祖となったという。
子孫は数代に渡って尾張の豪族として存続、義円の兄全成後裔の阿野氏とも交流があり、少なくとも南北朝期までは続いていたことを『尊卑分脈』などで確認することができる。それ以降の尾張においても愛智姓（拾阿弥など）は散見されるが、系譜上の関連性は不明である。